# Ailurarctos
L'ailurarcto (gen. Ailurarctos) è un mammifero carnivoro estinto, appartenente agli ursidi. Visse nel Miocene superiore (circa 8 - 6 milioni di anni fa) e i suoi resti fossili sono stati ritrovati in Cina. È considerato un possibile antenato dell'odierno panda gigante.

## Descrizione
Questo animale era di piccola taglia, e le sue dimensioni raggiungevano solo la metà di quelle dell'odierno panda gigante (30–60 cm). Questo animale è noto solo per fossili frammentari che includono la dentatura, sufficienti tuttavia a indicare che Ailurarctos possedeva lo stesso tipo di dentatura della forma attuale. È probabile che Ailurarctos, nell'aspetto, fosse più simile a un panda minore particolarmente robusto, ma alcune caratteristiche della dentatura indicano che Ailurarctos avesse ancora una dieta almeno parzialmente carnivora.

## Classificazione
Ailurarctos, descritto per la prima volta nel 1988, è considerato uno stretto parente dell'attuale panda gigante (Ailuropoda melanoleuca) sulla base di caratteristiche della dentatura. I fossili sono stati ritrovati inizialmente nella zona di Lufeng (Yunnan, Cina). Si suppone che questo animale si sia originato da Indarctos, un genere di ursidi tipici del Miocene, molto diffusi in Asia ed Europa.
Le specie note di questo genere sono Ailurarctos yuanmouensis e A. lufengensis. La prima è nota in depositi risalenti a 8 - 7 milioni di anni fa nella località di Yuanmou, mentre la seconda è più recente (7 - 6 milioni di anni fa).
Ailurarctos potrebbe essere stato un diretto antenato di Ailuropoda microta, una specie di panda vissuto circa 2 milioni di anni fa. Altri possibili antenati del panda sono gli europei Agriarctos e Kretzoiarctos.